# NGC 3946
NGC 3946 је лентикуларна галаксија у сазвежђу Лав која се налази на NGC листи објеката дубоког неба.
Деклинација објекта је + 21° 1' 17" а ректасцензија 11h 53m 20,6s. Привидна величина (магнитуда) објекта NGC 3946 износи 14,6 а фотографска магнитуда 15,5. NGC 3946 је још познат и под ознакама MCG 4-28-89, CGCG 127-96, PGC 37268.